# اريك ديكسون
اريك ديكسون (1 سبتمبر 1915 - 20 أبريل 1941) (بالإنجليزية: Eric Dixon)‏ هو لاعب كريكت بريطاني (وحمل سابقاً جنسية المملكة المتحدة لبريطانيا العظمى وأيرلندا).